# Uroboros
Uroboros är det japanska bandet Dir en greys sjunde fullängdsalbum, släppt 11 november 2008.

## Låtlista
All sångtext är skriven av Kyo, alla låtar är komponerade av Dir En Grey.
| Nr  | Titel                                                                                          | Längd |
| --- | ---------------------------------------------------------------------------------------------- | ----- |
| 1.  | Sa Bir                                                                                         | 2:00  |
| 2.  | Vinushka                                                                                       | 9:35  |
| 3.  | Red Soil                                                                                       | 3:24  |
| 4.  | Doukoku to sarinu (慟哭と去りぬ; "Lament and leave")                                           | 3:48  |
| 5.  | Toguro (蜷局; "Coil")                                                                          | 3:57  |
| 6.  | Glass Skin                                                                                     | 4:27  |
| 7.  | Stuck Man                                                                                      | 3:34  |
| 8.  | Reiketsu nariseba (冷血なりせば; "Cold-blooded Silhouette")                                    | 3:33  |
| 9.  | Ware, yami tote... (我、闇とて･･･; "I, am Darkness...")                                        | 7:01  |
| 10. | Bugaboo                                                                                        | 4:43  |
| 11. | Gaika, chinmoku ga nemuru koro (凱歌、沈黙が眠る頃; "Victory, the place where silence sleeps") | 4:22  |
| 12. | Dozing Green                                                                                   | 4:05  |
| 13. | Inconvenient Ideal                                                                             | 4:23  |

### Bonusspår
| 11. | Bugaboo (a cappella) (Placed between tracks 10 and 11 as per CD release) | 2:13 |

| 14. | Glass Skin (Japanese version) (Limited edition only) | 4:28 |
| 15. | Dozing Green (Japanese version)                      | 4:08 |

| 14. | Dozing Green (Japanese version)                       | 4:08 |
| 15. | Undecided (Re-recorded b-side from Glass Skin single) | 4:58 |

| 14. | Glass Skin (Japanese version)                                          | 4:28 |
| 15. | Dozing Green (Japanese version)                                        | 4:08 |
| 16. | Agitated Screams of Maggots (Unplugged, b-side from Glass Skin single) | 3:08 |

### Bonusskivor
| 1. | Ware, yami tote... (我、闇とて･･･; "My darkness...") (Unplugged) | 6:39 |
| 2. | Inconvenient Ideal (Unplugged)                                   | 4:23 |
| 3. | Red Soil (Unplugged)                                             | 3:25 |
| 4. | Dozing Green (Before Construction Version) (Deluxe edition only) | 4:19 |
| 5. | Dozing Green (Remastered Japanese version) (Deluxe edition only) | 4:08 |
| 6. | Glass Skin (Remastered Japanese version) (Deluxe edition only)   | 4:29 |

| 1. | Recording and Interviews            |  |
| 2. | Toguro (蜷局; "Coil") (Studio Live) |  |
| 3. | Dozing Green (Studio Live)          |  |

| 1. | Repetition of Hatred (Livetagning från Zepp Tokyo, 22 december 2007)               |  |
| 2. | Agitated Screams of Maggots (Livetagning från at Zepp Tokyo, 22 december 2007)     |  |
| 3. | Hydra -666- (Livetagning från at Zepp Tokyo, 22 december 2007)                     |  |
| 4. | Dead Tree (Livetagning från at Wacken Open Air, 4 augusti 2007)                    |  |
| 5. | Dozing Green (Livetagning från on Tour07 The Marrow of a Bone, 2007 (studioaudio)) |  |

## Släpphistorik
| Region | Datum            | Skivmärke                                | Format                                                        | Katalog      |
| ------ | ---------------- | ---------------------------------------- | ------------------------------------------------------------- | ------------ |
| USA    | 11 november 2008 | The End Records                          | Digipack CD och DVD (begränsad)                               | TE123-1      |
| USA    | 11 november 2008 | The End Records                          | Digital nedladdning                                           | N/A          |
| USA    | 11 november 2008 | The End Records                          | CD                                                            | TE123-2      |
| USA    | 11 november 2008 | The End Records                          | 12" LP-album                                                  | TE124-2      |
| Japan  | 12 november 2008 | Firewall, Sony Music Entertainment Japan | 2-CD-album med bonu- DVD, 2-LP-album, samlingsbox (begränsad) | SFCD-0058-62 |
| Japan  | 12 november 2008 | Firewall, Sony Music Entertainment Japan | 2-CD-album (begränsad)                                        | SFCD-0063-64 |
| Japan  | 12 november 2008 | Firewall, Sony Music Entertainment Japan | CD                                                            | SFCD-0065    |
| Europa | 12 november 2008 | Gan-Shin                                 | CD                                                            | FWEAL00-04   |
| Europa | 12 november 2008 | Gan-Shin                                 | CD (begränsad)                                                | FWEAL00-05   |

## Listplaceringar
| Land                        | Listan publicerad av | Topplacering | Sålda exemplar/ leveranser      |
| --------------------------- | -------------------- | ------------ | ------------------------------- |
| Japans veckolista för album | Oricon               | 4            | 43,316 (gäller 1 december 2008) |
| USA, Billboard 200          | Billboard            | 114          | 6,054                           |
| USA, Top Heatseekers        | Billboard            | 1            | 6,054                           |
| USA, Top Independent        | Billboard            | 9            | 6,054                           |
| USA, Top Internet Albums    | Billboard            | 114          | 6,054                           |
| USA, Top Hard Rock          | Billboard            | 17           | 6,054                           |
| USA, Top Comprehensive      | Billboard            | 135          | 6,054                           |

## Medverkande
| - Dir En Grey – Producent, kompositör - Kyo – sång, sångtextförfattare - Kaoru – elgitarr, akustisk gitarr, elsitar, bakgrundssång - Die – elgitarr, akustisk gitarr, bakgrundssång - Toshiya – basgitarr, bakgrundssång - Shinya – trummor, congas, slagverk - Jun Fukamachi – piano, piporgel (unplugged 1 & 2) - Tadasuke – piano (unplugged 3) - Yoshinori Abe – programmering - Toshiaki Ishii – programmering - Hiroshi "Dynamite Tommy" Tomioka – executiv producernt - Yasushi "Koni-Young" Konishi – inspelning, mixing (feature disc) - Akinori Kaizaki – mixing (unplugged-skiva) | - Ted Jensen – mastering (feature disc) - Kazushige Yamazaki – mastering (unplugged 1, 2 & 3, "Dozing Green (Before Construction Ver.)") - Hiroyuki Kondo – regissör, filmning - Mitsuhiko Koechi – video lighting - Koji Yoda – art direction, art design - Toshio Sakurai – art design - Satoshi Mizuno – art design - Genta Kosumi – illustration - Takato Yamamoto – illustration - Shigeo Kikuchi – fotografi - Jewels – översättning - Yuichi "You" Masuda – intervjuer (deluxe DVD) |

### Fotnoter
1. ↑  ”English Uroboros information” (på Engelska). Arkiverad från originalet den 7 augusti 2013. https://web.archive.org/web/20130807081137/http://direngrey.co.jp/english/e-information.html. Läst 19 september 2008.
2. ↑  ”DIR EN GREY’s Uroboros Debuts at #1 on Billboard’s Top Heatseekers Chart!” (News Release). theendrecords.com. THE END RECORDS. sid. 1. Arkiverad från originalet den 8 januari 2009. https://web.archive.org/web/20090108224550/http://www.theendrecords.com/label/index.php?option=com_content&task=view&id=1337&Itemid=1. Läst 27 november 2008.
3. ↑  Finja (6 augusti 2008). ”European Release of Dir En Grey's UROBOROS” (News archive). jame-world.com. Asian Music Entertainment. sid. 1. Arkiverad från originalet den 18 oktober 2015. https://web.archive.org/web/20151018033422/http://jame-world.com/us/news.php?archive=08%2F2008#34352. Läst 6 augusti 2008.  ”Gan-Shin will release Dir En Grey's new album, UROBOROS, in Europe. Starting with France and several countries on the same day as the Japanese version, the release will hit shelves in other countries shortly after.”
4. ↑  ”2008年11月第4週の邦楽アルバムランキング情報” (på japanska) (Chart). oricon.co.jp. Oricon Inc. sid. 1. http://www.oricon.co.jp/search/result.php?kbn=ja&types=rnk&year=2008&month=11&week=4&submit5.x=20&submit5.y=16. Läst 20 november 2008.
5. ↑  ”The Billboard 200 - Uroboros” (på English). billboard.com. USA: Nielsen Business Media, Inc. sid. 1. Arkiverad från originalet den 29 december 2008. https://web.archive.org/web/20081229082516/http://www.billboard.com/bbcom/esearch/chart_display.jsp?cfi=305&cfgn=Albums&cfn=The%20Billboard%20200&ci=3102862&cdi=10048408&cid=11%2F29%2F2008. Läst 20 november 2008.
6. ↑  ”Top Heatseekers - Uroboros” (på Engelska). billboard.com. USA: Nielsen Business Media, Inc. sid. 1. Arkiverad från originalet den 29 december 2008. https://web.archive.org/web/20081229090047/http://www.billboard.com/bbcom/esearch/chart_display.jsp?cfi=324&cfgn=Albums&cfn=Top%20Heatseekers&ci=3102861&cdi=10048341&cid=11%2F29%2F2008. Läst 20 november 2008.
7. ↑  ”Top Independent - Uroboros” (på Engelska). billboard.com. USA: Nielsen Business Media, Inc. sid. 1. Arkiverad från originalet den 29 december 2008. https://web.archive.org/web/20081229082115/http://www.billboard.com/bbcom/esearch/chart_display.jsp?cfi=326&cfgn=Albums&cfn=Top%20Independent%20Albums&ci=3102832&cdi=10047489&cid=11%2F29%2F2008. Läst 20 november 2008.
8. ↑  ”Awards - Uroboros” (på engelska). billboard Top internet albums. Allmusic. http://www.allmusic.com/album/uroboros-mw0000800061/awards. Läst 7 januari 2014.
9. ↑  ”Top Hard Rock - Uroboros” (på Engelska). billboard.com. USA: Nielsen Business Media, Inc. sid. 1. Arkiverad från originalet den 26 juli 2015. https://web.archive.org/web/20150726015544/http://www.billboard.com/artist/300977/dir-en-grey/chart?f=795. Läst 20 november 2008.
10. ↑  ”Top Comprehensive - Uroboros” (på Engelska). billboard.com. USA: Nielsen Business Media, Inc. sid. 1. http://www.billboard.com/bbcom/esearch/chart_display.jsp?cfi=292&cfgn=Albums&cfn=Billboard+Comprehensive+Albums&ci=3102858&cdi=10048116&cid=11%2F29%2F2008. Läst 20 november 2008. [död länk]